# Střelba v kostele v Sutherland Springs
Střelba v Sutherland Springs se odehrála 5. listopadu 2017 v baptistickém kostele v texaském městě Sutherland Springs asi 48 kilometrů východně od San Antonia. Při útoku bylo zabito 26 lidí a 20 dalších bylo zraněno. Šlo o největší masakr způsobený jedincem v dějinách Texasu, stejně jako nejvražednější útok na kostel v dějinách USA, který předčil útok na černošský kostel v Charlestonu z roku 2015.

## Průběh útoku
Pachatel Devin Patrick Kelley při útoku zabil 26 lidí a dalších 20 zranil. Místní ozbrojený občan konfrontoval a dvakrát postřelil Kelleyho, poté co opustil kostel. Zraněný pachatel se pokusil ujet automobilem, ale havaroval a byl nalezen s prostřelenou hlavou.

## Pachatel
Kelley byl právně nezpůsobilý k držení zbraní a munice, neboť byl vojenským soudem amerického letectva usvědčen z domácího násilí. Letectvo ale rozsudek nenahlásilo do federální databáze spravované FBI, která slouží k prověřování lidí kupujících zbraň.

## Oběti
Útok se odehrál během nedělní bohoslužby. 26 lidí bylo zabito a dalších 20 bylo zraněno. 23 lidí bylo zabito v kostele, dva venku a jedna osoba zemřela po převozu do nemocnice. Mezi 26 oběťmi byla také žena v osmém měsíci těhotenství. Věk obětí se pohyboval v rozmezí 18 měsíců až 77 let. Polovina obětí byly děti.